# ヤマサキユズル
ヤマサキ ユズル（1948年7月30日 - ）は長崎市出身の画家。長崎市館内町にある「月の美術館」館長。シンガーソングライターでもあり、8月9日前後に長崎市で開催されている長崎原爆平和祈念「詩の夕べ」に毎年参加し、反戦平和の意思を自作の曲で表現している。

## 略歴
- 長崎大学教育学部卒。
- 1989年に初個展｡
- 1991年より毎年個展を開催している｡この年、上野の森美術館「日本の自然を描く展」で入選。
- 2000年頃から月の絵画に力を入れる｡
- 2001年にはベルギーで海外初個展。
- 2002年「ナガサキ雑アート21」主催。月の美術館を開館。
- 以後も各地で個展を開くなどして活躍中｡